# Giochi olimpici (film)
Giochi olimpici (Olimpiada en México) è un film documentario del 1969 diretto da Alberto Isaac. 
Film sulle Olimpiadi di Messico 1968, uscito nelle sale cinematografiche messicane il 29 agosto 1969, ha ottenuto una candidatura all'Oscar 1970 come miglior documentario.

## Trama
Le quattro ore del film ufficiale dei Giochi della XIX Olimpiade descrivono gli eventi sportivi e gli approfondimenti sui personaggi, partendo dalla cerimonia di apertura dei Giochi olimpici sino alla cerimonia di chiusura degli stessi che dà, come consuetudine, l'arrivederci alle successive Olimpiadi, quelle di Monaco 1972.
Vi è una accurata descrizione dell'evento per il quale questa Olimpiade è oggi principalmente ricordata: la premiazione dei 200 metri piani, durante la quale il vincitore a tempo di record mondiale Tommie Smith e il suo connazionale John Carlos, terzo classificato, alzarono il pugno chiuso guantato in nero in segno di protesta contro il razzismo e in risalto delle lotte del potere nero.
Il regista messicano, dal canto suo, enfatizza la medaglia d'argento nella 20 km di marcia di José Pedraza detto "El Sargento Pedraza", vincitore della prima medaglia olimpica nell'atletica leggera della storia del Messico. Un personaggio molto famoso in patria, dove è diventato quasi un eroe nazionale.